# Municipio de Cocotitlán
El municipio de Cocotitlán es uno de los 125 municipios del Estado de México, México, se trata de una comunidad principalmente urbana que tiene una superficie de 15,003 km² y cuya cabecera municipal es la población homónima de Cocotitlán.

## Toponimia
En náhuatl significa: "lugar de tórtolas", cocotli: tórtola, tlan: lugar.

## Historia
Los antecedentes históricos de este municipio se remontan a la época prehispánica, según trabajos arqueológicos realizados en la zona. Estos ubican la existencia de ocupación indígena desde el periodo preclásico terminal; dicha presencia terminó la cual en el posclásico, cuando llegaron los invasores hispanos a la cuenca de México.
En esta área hubo tres ecosistemas trascendentales, los que favorecieron el nacimiento de las culturas prehispánicas: el sistema lacustre, en el que se podía cazar, pescar y recolectar además de cultivar en las chinampas; los llanos aluviales, donde se desarrolló básicamente el cultivo del maíz, frijol, chile, calabaza, amaranto) y la zona montañosa, para la explotación de la madera.

## Escudo municipal
El escudo de Cocotitlán, no procede de ningún códice prehispánico; fue elaborado por orden del gobierno del estado a través del organismo llamado Patrimonio Cultural a fines de los años setenta, en un programa para dotar de su escudo identificador a los municipios que no lo tenían.

## Geografía
Se ubica al este del estado y limita al norte con el municipio de Chalco; al sur con los municipios de Tlalmanalco y Temamatla; al este con los municipios de Chalco y Tlalmanalco; y al oeste con los municipios de Temamatla y Chalco.

## Demografía
Según el censo del 2010 tiene una población total de 12 142 habitantes, de los cuales 5976 son hombres y 6166 son mujeres. 92 habitantes hablan lengua indígena.

## Arquitectura
Resaltan dos monumentos de grande historia; por una parte la Parroquia de la Inmaculada Concepción y la Capilla de Nuestra Señora de Guadalupe. La primera de ellas data del siglo XVIII ya que según se consta en una lápida empotrada a un costado de los arcos de la misma, el templo fue terminado de construir el 9 de abril de 1700. Tras el sismo del 19 de septiembre de 2017 la torre principal del templo sufrió daños estructurales, por lo que tuvo que ser intervenida, culminando así un proceso de restauración y renovación total del inmueble religioso de casi 8 años a cargo del entonces párroco Justino Martín Hernández Rueda. 
La Parroquia de la Inmaculada Concepción es de estilo franciscano debido a que tiene forma de cruz latina. Destacan sus retablos de estilo barroco, únicos en la región. Cuenta con un retablo principal dedicado a San José, patrono de la comunidad, y en su costado izquierdo un retablo pasionario y otro dedicado a Nuestro Padre Jesús; por otra parte, del lado izquierdo se encuentra un retablo de estilo más reciente intervenido en 2017. Resaltan a los costados de la nave central pinturas de los doce apóstoles, dando al templo una apariencia especial y fuera de lo común.

## Casas de Cultura y bibliotecas
Algunos centros culturales y de consulta de este municipio son la Casa de Cultura Cocotli, la Biblioteca Sor Juana Inés de la Cruz y la Biblioteca Gabriela Mistral, en donde podrás encontrar actividades como talleres, conferencias, presentaciones de libros, así como consultar bibliografía y hemerografía.

## Personajes ilustres
Entre los personajes más destacados de este municipio se encuentran Rosalío Reynoso Nava, revolucionario zapatista, que personas gestionó la creación del ejido de Cocotitlán, Samuel Cúlhuac Suárez, maestro ilustre, uno de los cimientos de la época de oro de la escuela rural mexicana, Eligio Galicia Castillo, sobresaliente atleta, ganador de un sinnúmero de competencias nacionales e internacionales, y Miguel Camino Castillo, notable líder social, que representó a Cocotitlán en todas sus luchas hacia su progreso.

## Fiestas de la localidad
Las fiestas patronales más importantes de este municipio son el 19 de marzo, en honor al señor San José, santo patrono municipal, el 8 de diciembre, cuando se festeja a la Purísima Concepción de María, y el 12 de diciembre, fiesta que conmemora a la Virgen de Guadalupe. Además, se organiza una Feria del Elote, la cual inicia el primer sábado de agosto y termina el primer domingo de septiembre.